# Первомайский (Светлинский район)
Первомайский — посёлок в Светлинском районе Оренбургской области России. Административный центр Спутникового сельсовета.

## География
Расположен в 24 км к северо-востоку от районного центра — посёлка Светлый.

## Население
| 2010 |
| ---- |
| 532  |

Национальный состав
По данным Всероссийской переписи населения 2010 года:
| № | Национальность | Численность, чел. | Доля   |
| - | -------------- | ----------------- | ------ |
| 1 | русские        | 283               | 53 %   |
| 2 | казахи         | 84                | 15,8 % |
| 3 | татары         | 56                | 10,5 % |
| 4 | украинцы       | 27                | 5,1 %  |
| 5 | башкиры        | 26                | 4,9 %  |
| 6 | другие         | 56                | 10,5 % |